# Lijst van wereldkampioenen tijdrit beloften vrouwen
De tijdrit voor vrouwen bij de beloften staat sedert 2022 op het programma van de wereldkampioenschappen wielrennen.

## Geschiedenis
Het eerste WK wielrennen werd in 1921 gehouden in de Deense hoofdstad Kopenhagen. In 1996 werd bij de mannen een tijdrit voor beloften onder 23 jaar geïntroduceerd. Het zou daarna nog tot 2022 wachten zijn op een equivalent voor de vrouwen. De eerste titel uit de geschiedenis ging naar de Italiaanse Vittoria Guazzini.

## Erelijst
| Jaar | Plaats       | Goud                | Zilver             | Brons               |
| 2027 | Haute-Savoie |                     |                    |                     |
| 2026 | Montreal     |                     |                    |                     |
| 2025 | Kigali       |                     |                    |                     |
| 2024 | Zürich       | Antonia Niedermaier | Jasmin Liechti     | Julie De Wilde      |
| 2023 | Glasgow      | Antonia Niedermaier | Cédrine Kerbaol    | Julie De Wilde      |
| 2022 | Wollongong   | Vittoria Guazzini   | Shirin van Anrooij | Ricarda Bauernfeind |

## Medaillespiegel
| Plaats | Land        | Goud | Zilver | Brons | Totaal |
| 1      | Duitsland   | 2    | 0      | 1     | 3      |
| 2      | Italië      | 1    | 0      | 0     | 1      |
| 3      | Frankrijk   | 0    | 1      | 0     | 1      |
| 3      | Nederland   | 0    | 1      | 0     | 1      |
| 3      | Zwitserland | 0    | 1      | 0     | 1      |
| 6      | België      | 0    | 0      | 2     | 2      |
| Totaal | Totaal      | 3    | 3      | 3     | 9      |

Bijgewerkt t/m WK 2024
1921 · 
1922 · 
1923 · 
1924 · 
1925 · 
1926 · 
1927 · 
1928 · 
1929 · 
1930 · 
1931 · 
1932 · 
1933 · 
1934 · 
1935 · 
1936 · 
1937 · 
1938 · 
1946 · 
1947 · 
1948 · 
1949 · 
1950 · 
1951 · 
1952 · 
1953 · 
1954 · 
1955 · 
1956 · 
1957 · 
1958 · 
1959 · 
1960 · 
1961 · 
1962 · 
1963 · 
1964 · 
1965 · 
1966 · 
1967 · 
1968 · 
1969 · 
1970 · 
1971 · 
1972 · 
1973 · 
1974 · 
1975 · 
1976 · 
1977 · 
1978 · 
1979 · 
1980 · 
1981 · 
1982 · 
1983 · 
1984 · 
1985 · 
1986 · 
1987 · 
1988 · 
1989 · 
1990 · 
1991 · 
1992 · 
1993 · 
1994 · 
1995 · 
1996 · 
1997 · 
1998 · 
1999 · 
2000 · 
2001 · 
2002 · 
2003 · 
2004 · 
2005 · 
2006 · 
2007 · 
2008 · 
2009 ·
2010 · 
2011 · 
2012 · 
2013 · 
2014 · 
2015 · 
2016 · 
2017 · 
2018 · 
2019 · 
2020 ·
2021 ·
2022 ·
2023 ·
2024 ·
2025 ·
2026